# Krull–Schmidt-kategori
Inom kategoriteori är en Krull–Schmidt-kategori en generalisering av kategorier där Krull–Schmidts sats gäller. De uppstår i studien av representationsteori av algebror med ändlig dimension.

## Definition
Låt k vara en kropp. En kategori berikad över ändligdimensionella k-vektorrum är en Krull–Schmidt-kategori om följande gäller: om {\displaystyle e\in {\text{End}}(X)} satisfierar {\displaystyle e^{2}=e} finns det ett objekt Y och morfier {\displaystyle \mu \colon Y\to X} och {\displaystyle \rho \colon X\to Y} så att {\displaystyle \mu \rho =e} och {\displaystyle \rho \mu =1_{Y}}. 